# Joaquim da Luz Cunha
Joaquim da Luz Cunha GCC • OA • ComA (Faro, 4 de janeiro de 1914 — ?) foi um General do Exército Português.

## Biografia
General especializado em engenharia militar, entre outras funções, foi Ministro do Exército (de 4 de dezembro de 1962 a 7 de agosto de 1968), Professor e Diretor dos Cursos do Estado-Maior no Instituto de Altos Estudos Militares (IAEM), adido militar, naval e aeronáutico na Embaixada de Portugal no Brasil, Diretor da Arma de Engenharia, Professor do Curso de Altos Comandos do IAEM, comandante da Região Militar de Angola, comandante-chefe das Forças Armadas em Angola e 8.º Chefe do Estado-Maior General das Forças Armadas de 19 de março a 28 de abril de 1974. Não aderiu ao Movimento das Forças Armadas, razão pela qual passou compulsivamente à reserva a 30 de abril de 1974 por despacho da Junta de Salvação Nacional.
Em coautoria com os generais Bettencourt Rodrigues, Kaúlza de Arriaga e Silvino Silvério Marques publicou o livro de depoimentos África, Vitória Traída.
Irmão do General Edmundo da Luz Cunha.

### Condecorações
- Oficial da Ordem Militar de São Bento de Avis de Portugal (15 de abril de 1950)[3]
- Cruz de Primeira Classe com Distintivo Branco da Ordem do Mérito Militar de Espanha (28 de abril de 1951)[4]
- Cruz de Segunda Classe com Distintivo Branco da Ordem do Mérito Militar de Espanha (4 de abril de 1957)[4]
- Comendador da Ordem Militar de São Bento de Avis de Portugal (5 de novembro de 1958)[3]
- Medalha de Prata do Mérito Santos-Dumont do Brasil (16 de setembro de 1963)[4]
- Oficial da Ordem do Mérito Militar do Brasil (31 de janeiro de 1964)[4]
- Grã-Cruz da Ordem Militar de Nosso Senhor Jesus Cristo de Portugal (21 de dezembro de 1965)[3]
- Grande-Oficial da Ordem do Mérito Militar do Brasil (14 de janeiro de 1966)[4]
- Grã-Cruz do Mérito com Estrela e Banda da Ordem do Mérito da República Federal da Alemanha Ocidental (14 de dezembro de 1966)[4]
- Grã-Cruz da Ordem Nacional do Cruzeiro do Sul do Brasil (14 de fevereiro de 1969)[4]